# Parvavis
Parvavis is een geslacht van uitgestorven vogels uit het Laat-Krijt van het huidige China, behorend tot de Enantiornithes. De enige benoemde soort is Parvavis chuxiongensis.

## Naamgeving en vondst
In 2010 werd bij het dorp Luojumei nabij de stad Chuxiong in Yunnan het skelet gevonden van een kleine vogel.
In 2014 werd de typesoort Parvavis chuxiongensis benoemd en beschreven door Wang Min, Zhou Zhonghe en Xu Guanghui. De geslachtsnaam is afgeleid van het Latijn parvus, 'klein', en avis, 'vogel'. De soortaanduiding verwijst naar de herkomst bij Chuxiong. Het is de eerste vogel die uit het Laat-Krijt van China bekend is en de eerste vogel uit het Mesozoïcum van Zuid-China.
Het fossiele holotype IVPP V18586/1 is gevonden in meerafzettingen van de Jiangdiheformatie. Het bestaat uit een vrij compleet en verband liggend skelet met schedel op een plaat en tegenplaat die ook veerafdrukken tonen. Van de wervelkolom is alleen de staart met pygostyle aanwezig, van de schedel alleen het achterhoofd. Het betreft volgens histologisch onderzoek een jongvolwassen exemplaar dat verrassend klein van omvang is.

## Beschrijving
Parvavis is, zoals de geslachtsnaam al aanduidt, een kleine vogel met een vleugelspanwijdte van ongeveer vijftien centimeter. 
De beschrijvers wisten enkele onderscheidende kenmerken vast te stellen. Het tweede en vierde middenvoetsbeen reiken onderaan nog niet tot aan de bovenkant van de scharniervlakken van het derde middenvoetsbeen. Het onderste gewricht van het tweede middenvoetsbeen is breder dan dat van de andere middenvoetsbeenderen. De klauw van de vierde teen is gereduceerd. Beide laatste kenmerken zijn op zich niet uniek maar wel in combinatie met het eerste kenmerk.

## Fylogenie
Parvavis staat volgens een kladistische analyse vrij basaal in de Enantiornithes, buiten de Longipterygidae, een teken dat zulke basale vormen het langer hebben uitgehouden dan eerder vermoed werd.